# فاتوماسین
فاتوماسین (به لاتین: Fatumasin) یک کوه در تیمور شرقی است که در Liquiçá District, East Timor واقع شده‌است. فاتوماسین ۱٬۳۶۹ متر بالاتر از سطح دریا واقع شده‌است.